# 支出負担行為
支出負担行為（ししゅつふたんこうい）とは、法令上では、以下のように定義されている。
- 国の場合→「国の支出の原因となる契約その他の行為」（財政法第34条の2第1項括弧書）
- 普通地方公共団体の場合→「普通地方公共団体の支出の原因となるべき契約その他の行為」（地方自治法第232条の3括弧書）

## 概要
ここでいう「支出」は、現金の支出に限られる。たとえば、交換差金の支払いを伴わない交換契約（純粋な物々交換）は、財産の増減があるが、支出負担行為として扱われない。売払契約などの歳入原因契約も、支出負担行為ではない。よって、支出負担行為とは、国または普通地方公共団体において金銭債務を負担する行為といえる。
支出負担行為は、法令又は予算の定に従って行い（会計法第11条、地方自治法第232条の3）、支出負担行為の確認がない限り、支出をすることはできない（会計法第14条第2項、地方自治法第232条の4条第2項）。
国の支出負担行為および支出は、各省庁の長の権能であるが（会計法第10条）、支出負担行為担当官、支出負担行為認証官に事務を分掌させることができる（会計法第13条第1項、会計法第13条の3第1項）。普通地方公共団体の支出負担行為は、首長の権能であるが（地方自治法第149条）、支出は支出命令受けて会計管理者が行う（地方自治法第232条の4第1項）。

## 事務処理
以下、国における場合を前提として説明する。
支出負担行為担当官は、支出負担行為を行う場合には、事前に官署支出官（官庁会計事務データ通信システムが導入されていない官署においては、支出官。以下、同じ。）または支出負担行為認証官の確認または認証を受けなければならない（会計法第13条の2、同法第13条の4、予算決算及び会計令第39条の3）。
支出負担行為認証官を設置している官署は少数であるため、官署支出官の確認を受ける事例がほとんどである。
「支出負担行為として整理する時期」および「支出負担行為の確認又は認証を受ける時期」は、類型ごとに支出負担行為等取扱規則の別表甲号、乙号および丙号において定められている。
支出負担行為等取扱規則による「支出負担行為として整理する時期」は、事務処理上の便宜を考慮して、実際の金銭債務を負担する行為の時期とは異なる場合がある。たとえば、出張旅費の支給では、出張命令を発したときが旅費支給の債務を負担した時期といえるが、「支出負担行為として整理する時期」は「支出決定のとき」とされている。

## 実務
支出負担行為決議書に決裁をとることによって官署支出官の確認および支出負担行為の決議を行うのが、一般的である。
建前上は、契約行為等の前（つまり、入札執行等によって金額等が確定した後かつ契約書調印等の前）に確認および決議を終了する必要があるが、実務上は契約等を行ったあとの事後処理になっていることも多い。
また、支出負担行為担当官と官署支出官が兼職されていたり、兼職されていなくてもその補助者が同一である官署も多い。
よって、支出負担行為決議書の決裁自体は、事後の形式的処理となっている場合が多い。事前段階において、予定価格の決定の際に予算残高を確認し、入札執行等を適切に行うことで、予算執行および契約行為等の適正性を確保しているのが、実情である。
「支出負担行為として整理する時期」が「支出決定のとき」とされているものについては、支出負担行為即支出決定決議書によって、支出負担行為の確認および決議ならびに支出決定の決議を同時に決裁する事務処理がとられている官署もある。

## 支出負担行為限度額示達
分任支出負担行為担当官は、支出負担行為担当官から示達された支出負担行為限度額示達額の範囲内において、支出負担行為を行うことができる。
この場合、示達の段階で官署支出官の確認を受ける事務処理となるため、分任支出負担行為担当官が支出負担行為を行う際には改めて確認を受ける必要はない。
示達を行った支出負担行為担当官においては、示達済額は形式的には支出負担行為済額として扱われる。